# Заверцянський повіт
Заверцянський повіт (пол. powiat zawierciański) — один із 17-ти земських повітів Сілезького воєводства Польщі.
Утворений 1 січня 1999 року в результаті адміністративної реформи.

## Загальні відомості
Повіт розташований у східній частині воєводства. Адміністративний центр — місто Заверці.
Станом на 1.01.2008 населення становить 123 316 осіб, площа 1002,56 км².

## Демографія
Демографічні дані повіту станом на 30.06.2006:
|       | Всього  | Всього | Жінки  | Жінки | Чоловіки | Чоловіки |
| ----- | ------- | ------ | ------ | ----- | -------- | -------- |
|       | осіб    | %      | осіб   | %     | осіб     | %        |
| Повіт | 124 127 | 100    | 64 157 | 51,7  | 59 970   | 48,3     |
| Міста | 79 197  | 100    | 41 545 | 52,5  | 37 652   | 47,5     |
| Села  | 44 930  | 100    | 22 612 | 50,3  | 22 318   | 49,7     |